# 吴美锦
吳美錦（1980年4月25日—)，福建邵武人，中國舉重運動員。

## 生涯
吳美錦於1990年就於福建邵武市少年体校展開舉重的練習之路，1993年進入福建省少体校，3年後入福建省體工大隊。直到1999年才入選國家隊。
吳美錦於2002年在亞運會與世界大學生舉重錦標賽、世錦賽男子58公斤級舉重金牌、冠軍。1年後，分別取得了全國錦標賽抓舉冠軍、挺舉、總成績亞軍，亞錦賽抓舉、挺舉、總成績冠軍與世錦賽抓舉、挺舉、總成績冠軍。
2004年，吳美錦在雅典奧運在接近3小時的舉重賽事中，最後以7.5公斤的距離敗於土耳其選手哈利勒·穆特卢，摘下了銀牌。
2005年，吳美錦在十運會的男子56公斤级項目的銅牌。
吳美錦因傷病無緣参加2008年北京奧運會，在2009年全運會獲得第七名後，吳美錦結束職業生涯，出任福建舉重隊領隊。

## 轶事
- 吳美錦最初只懂說方言，卻不懂普通话[來源請求]。